# Солюбилизация
Солюбилиза́ция (от лат. solubilis — «растворимый») — коллоидный процесс самопроизвольного и обратимого проникновения солюбилизата внутрь мицелл солюбилизатора (поверхностно-активного вещества[уточнить] или высокомолекулярных глобул (клубков) полимера). Солюбилизация играет важную роль в повседневной жизни человека.
Солюбилизат — вещество с низкой молекулярной массой, как правило, неполярное (гидрофобное), проникающее внутрь мицелл при солюбилизации.

## Механизм солюбилизации
Солюбилизация сопровождается равновесным распределением вещества солюбилизата между водной фазой и мицеллярной. Поэтому процесс коллоидного растворения в мицеллах ПАВ условно можно разделить на следующие стадии:
― растворение солюбилизата в воде;
― диффузия его молекул из объёма раствора к мицеллам ПАВ;
― проникновение и распределение солюбилизата внутри мицелл.
Процесс солюбилизации является медленным, равновесие может устанавливаться в течение нескольких суток. Перемешивание и повышение температуры интенсифицируют этот процесс. При интенсивном перемешивании лимитирующей будет третья стадия, а степень солюбилизации будет определяться количеством вакантных мест в мицеллах и факторами, влияющими на структуру сольватных оболочек. Повышение температуры увеличивает истинную растворимость углеводородов в воде, ускоряет диффузию и облегчает проникновение солюбилизата в мицеллы вследствие снижения плотности упаковки мицеллы из-за теплового движения.

## Применение процесса
Широко используется в быту:
- при стирке белья с использованием ПАВ,
- при еженедельной уборке жилых помещений (например: влажная уборка и дезинфекция в санитарно-гигиенических комнатах).

Особенно важно явление солюбилизации в фармакологии, когда ряд лекарственных веществ переводят именно в солюбилизированное состояние.
В косметологии процесс солюбилизации используют для получения мицеллярной воды, применяемой для очищения кожи.
В биомембранологии и цитологии солюбилизация детергентами широко используется для экстрагирования мембранных белков. Среди эффективных солюбилизаторов биомембран выделяются бензол (ввиду того, что он легко испаряется и может вызывать отравления, его использование ограничено) и дигитонин — легко солюбилизирует мембраны и осаждает холестерин из них.